# Homeakivka, Tîsmenîțea
Homeakivka (în ucraineană Хом`яківка) este o comună în raionul Tîsmenîțea, regiunea Ivano-Frankivsk, Ucraina, formată numai din satul de reședință.

## Demografie
Componența lingvistică a comunei Homeakivka
     Ucraineană (99,9%)
     Alte limbi (0,1%)
Conform recensământului din 2001, majoritatea populației comunei Homeakivka era vorbitoare de ucraineană (99,9%), existând în minoritate și vorbitori de alte limbi.